# Мали Иж
Мали Иж је насељено место у саставу града Задра у Задарској жупанији, Република Хрватска.

## Географија
Насеље се налази на острву Ижу.

## Историја
До територијалне реорганизације у Хрватској насеље се налазило у саставу старе општине Задар.

## Становништво
На попису становништва 2011. године, Мали Иж је имао 215 становника.